# Prora

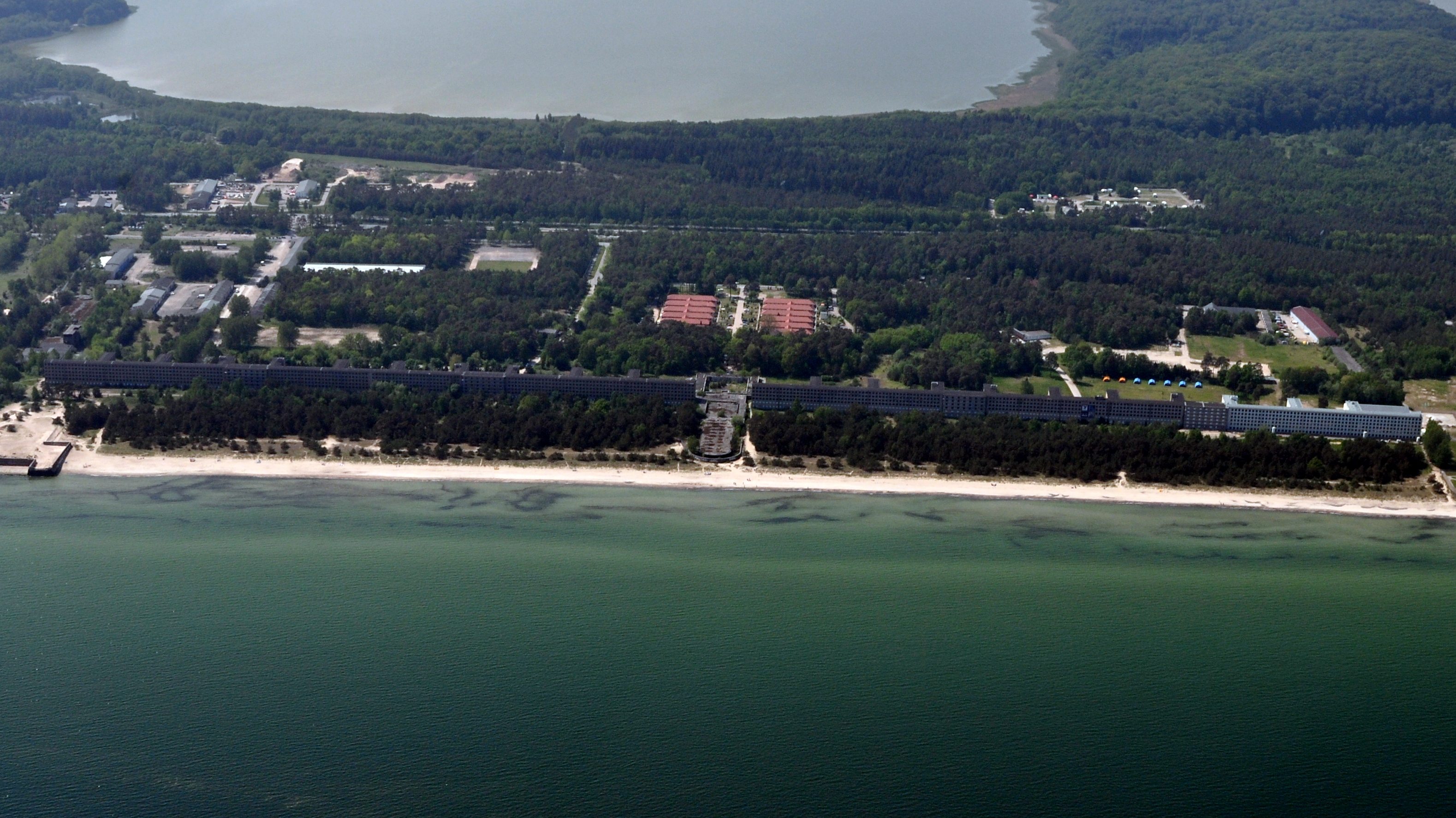
Prora (2011)

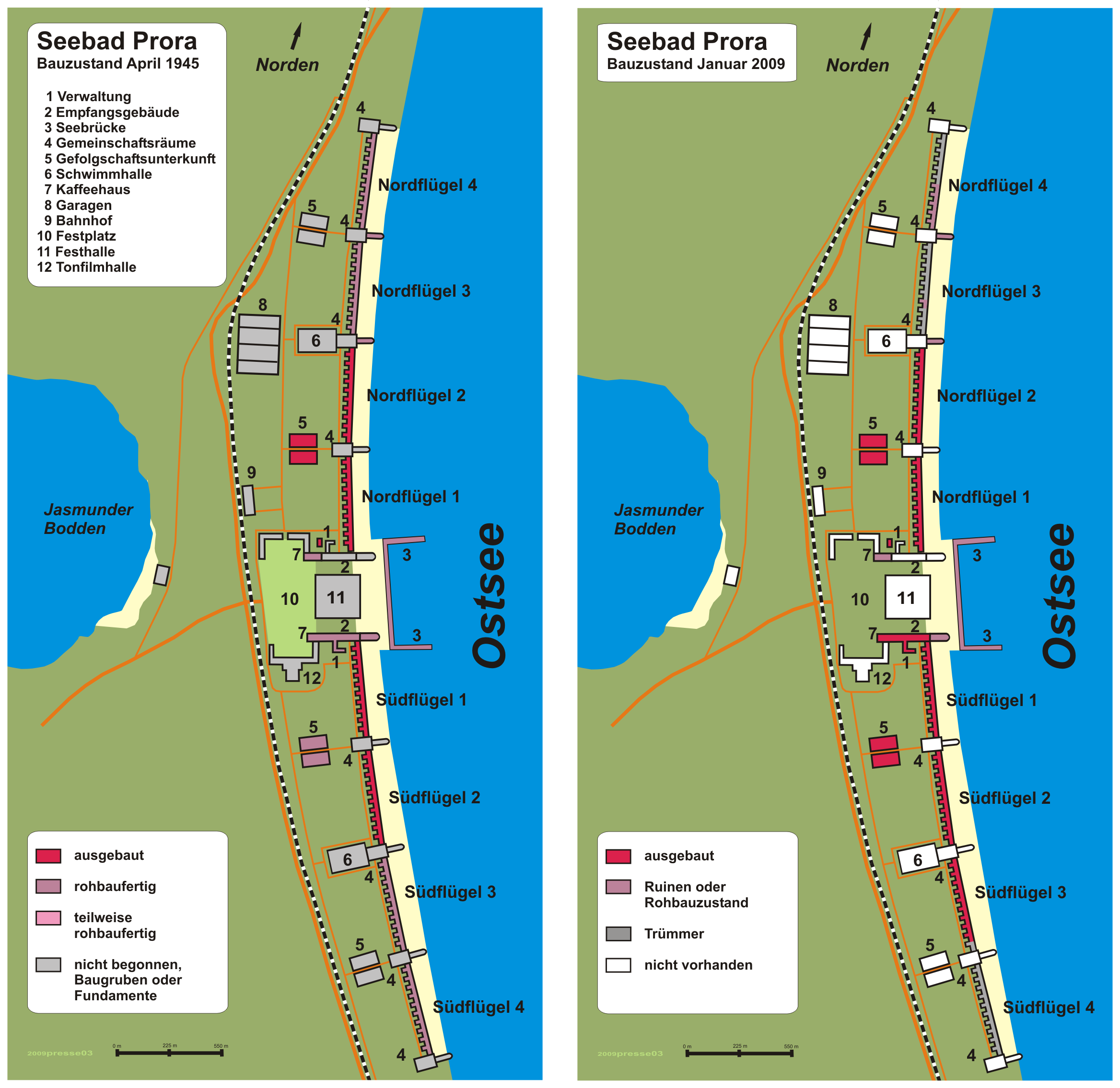
Plan kompleksu Prora 1945+2009

Prora – nazistowski ośrodek wypoczynkowy nad Bałtykiem na wyspie Rugia (pomiędzy Sassnitz a Binz).

## Historia
Kompleks ośmiu identycznych budynków został zbudowany pomiędzy 1936 a 1939 rokiem jako projekt Kraft durch Freude. Obiekt rozciągający się na długości 4,5 km został zaprojektowany na 20 000 miejsc, nie został ukończony i obecnie stanowi dobitny przykład architektury nazistowskiej. Podczas wojny jeden z budynków zamieszkiwali uchodźcy ze zbombardowanych miast.
Po 1945 część obiektu wykorzystano na koszary (najpierw Armii Czerwonej, a następnie Narodowej Armii Ludowej NRD). Szczególną instytucją była umiejscowiona tam m.in. Szkoła Oficerska NAL dla Zagranicznych Kadr Wojskowych (Offiziershochschule für ausländische Militärkader „Otto Winzer“) (1981–1990), kształcąca kadry dla zaprzyjaźnionych państw lub ruchów narodowo-wyzwoleńczych tzw. Trzeciego Świata. W 2011 po pracach budowlanych wartości 16 mln euro otwarto tu schronisko młodzieżowe z 96 pokojami i 400 miejscami.
W kompleksie funkcjonuje zespół kilku placówek muzealnych, tzw. Muzeum Mili (Museumsmeile), m.in. Centrum Dokumentacji Prora oraz Muzeum NAL.